# Jenny Joseph
Jenny Jenefer Ruth Joseph (Birmingham, Inglaterra, 7 de mayo de 1932 - 8 de enero de 2018), más conocida como Jenny Joseph  (o también Jennie Joseph en las primeras publicaciones), fue una poeta británica que figura entre las representantes femeninas más conocidas de la poesía británica contemporánea.

## Biografía
Nació en Birmingham, hija de Florence Cotton y Louis Joseph. Su padre era comerciante y tenía tenía un negocio de antigüedades. La familia se trasladó pronto a Buckinghamshire, donde el padre tuvo una tienda exitosa en Knightsbridge, Londres. En 1950 Jenny obtuvo una beca para estudiar  literatura inglesa en el St Hilda's College, de la Universidad de Oxford.
Las primeras publicaciones de Jenny Joseph las realizó el editor John Lehmann en 1954 en The London Magazine, una publicación periódica de poemas, cuentos breves y ensayos, cuando la escritora era aún una joven estudiante. Publicó su primer libro de poemas, The Unlooked-For Season, en 1960. No fue hasta 1974 que salió a la luz su segundo libro, Rose in the Afternoon, que incluye su poema más famoso.
Durante su estadía de un año y medio en Sudáfrica, se inició en la profesión de periodista en Johannesburgo, escribiendo, entre otros, para la revista sudafricana Drum. Más adelante, de regreso al Reino Unido, continuó trabajando como periodista para el periódico Bedfordshire Times.
A partir de 1972 fue docente universitaria de Inglés como Segunda Lengua en el West London College.

## Warning- «Advertencia»
Aunque publicó varios libros, Jenny Joseph es conocida principalmente por un único poema: Warning («Advertencia»), escrito en 1961. El poema no solo recibió premios y reconocimientos —fue dos veces elegido por la BBC como el poema inglés más popular de la posguerra— sino que además ha sido citado en textos de análisis psicológico-social acerca de las diferentes posturas individuales frente al envejecimiento.
Su obra, y principalmente su poema Warning debido al enfoque que propone allí sobre la vejez, sirvió también de inspiración y guía para Sue Ellen Cooper, la fundadora de la Red Hat Society (una organización femenina que originalmente agrupaba a mujeres mayores de 50 años de California, pero que hoy en día la integran mujeres de diferentes edades y tiene filiales en diferentes países).
El poema llegó a ser mucho más conocido que la propia autora. La gente lo fotocopiaba, se imprimía en tarjetas de saludo, se leía con motivo de celebraciones de cumpleaños y también en ceremonias de defunción, se utilizaba para la decoración de objetos, se ilustraba digitalmente. Muy a menudo se lo citaba defectuosamente y hasta se lo declaraba anónimo. En 1997 Jenny Joseph publicó un libro que solo contenía este poema ilustrado, firmado por la autora y bajo sus derechos de reproducción, orientado justamente a las personas que, más que ser lectores de obra poética, simplemente buscaban un regalo simbólico. Pero aun así, la autora continúa siendo mucho más desconocida que esta obra suya, una cuestión que a Jenny Joseph no le preocupa demasiado, casi a la inversa:

"The absolute of fame [is when your work becomes] so much a part of the world as to rise to the lips of anyone, unaware of authorship, like sayings, like war songs, like ballads." Jenny Joseph
«La fama más absoluta [es cuando tu trabajo se convierte en] una parte suficientemente importante del mundo como para llegar a los labios de todos, sin tener consciencia de la autoría, como los refranes, como los cantos de guerra, como las baladas». Jenny Joseph

## Obras
- The Unlooked-For Season (1960)
- Rose in the Afternoon (1974)
- The Thinking Heart (1978)
- Beyond Descartes (1983)
- Persepone (1986)
- Beached Boats (1991)
- Selected Poems (1992)
- Ghosts and Other Company (1995)
- Led by the Nose (2002)
- Extreme of Things (2006)
- Nothing Like Love (2009)

## Premios y reconocimientos
- Su poemario The Unlooked-for Season (1960) fue galardonado en 1962 con el premio Eric Gregory.[12]
- Su segunda colección de poemas, que incluye Warning, publicado bajo el título Rose in the Afternoon (1974), ganó el premio Cholmondeley  en 1975[13]
- En 1999 fue nombrada Fellow de la Royal Society of Literature[14]
- Por su ficción experimental en prosa y verso, titulada Perséfone (1986), obtuvo el premio James Tait Black Memorial Prize, el más antiguo y uno de los más prestigiosos galardones de literatura en Gran Bretaña.[15] La obra premiada trata el tema de la búsqueda de la propia identidad en medio de las complejidades de la relación madre-hija, a partir del mito griego.[5]